# (23095) 1999 XP144
1999 أكس بي 144 (ويعرف أيضًا باسم (23095) 1999 أكس بي 144 وفق تسمية الكوكب الصغير) (بالإنجليزية: 1999 XP144)‏ هو كويكب ضمن حزام الكويكبات؛ وترتيبه 23095 من حيث الاكتشاف.
اكتُشف هذا الجُرم الفلكي بواسطة تاكيشي أوراتا ‏ في 15 ديسمبر 1999.

## وصلات خارجية
- (23095) 1999 XP144 في قاعدة بيانات مختبر الدفع النفاث لأجرام النظام الشمسي الصغيرة

- الاكتشاف · مخطط المدار ·  العناصر المدارية · المعلمات المادية

- (23095) 1999 XP144 على موقع ويكي سكاي: DSS2, SDSS, GALEX, IRAS, Hydrogen α, X-Ray, Astrophoto, Sky Map, Articles and images